# Jacques de Liège
Jacques de Liège, também conhecido como Jacob de Liège e Jacobus Leodiensis foi um musicólogo francês do século XIV. A ele se atribui a autoria de um dos tratados de música mais importantes de sua época, o  Speculum Musicae, que foi escrito como uma reação contra as inovações da Ars nova.